# Parashorea chinensis
Espèce
Classification phylogénétique
Statut de conservation UICN

 EN A1cd, C2a, D : En danger
Parashorea chinensis est une espèce de plantes à fleurs de la famille des Diptérocarpacées. C'est un grand arbre sempervirent du sud de la Chine et du Viêt Nam.

## Description
C'est un grand arbre atteignant une hauteur de 80 mètres.

## Répartition
Endémique aux forêts primaires du sud du Yunnan (Mengla, Maguan and Hekou), et d'une partie du sud-ouest du Guangxi ainsi que du nord du Viêt Nam.

## Préservation
L'espèce est menacée par l'exploitation forestière.